# Pooncarie
Pooncarie är en ort i Australien. Den ligger i kommunen Wentworth och delstaten New South Wales, i den sydöstra delen av landet, omkring 800 kilometer väster om delstatshuvudstaden Sydney.
Trakten runt Pooncarie är nära nog obefolkad, med mindre än två invånare per kvadratkilometer..
Omgivningarna runt Pooncarie är i huvudsak ett öppet busklandskap. Genomsnittlig årsnederbörd är 321 millimeter. Den regnigaste månaden är februari, med i genomsnitt 99 mm nederbörd, och den torraste är oktober, med 2 mm nederbörd.